# Omega Bootis
Désignations
Omega Bootis (ω Bootis / ω Boo) est une étoile géante de la constellation boréale du Bouvier. Elle est visible à l’œil nu avec une magnitude apparente de +4,82. Elle est distante de ∼ 373 a.l. (∼ 114 pc) de la Terre et elle s'éloigne du système solaire avec une vitesse radiale de +13 km/s.
Âgée de trois milliards d'années, ω Bootis est sortie de la séquence principale et a évolué pour devenir une étoile géante rouge de type spectral K4III. Son diamètre angulaire a directement été mesuré à 3,04 ± 0.19 mas. Connaissant sa distance, cela donne à ω Bootis un rayon qui est environ 39 fois supérieur à celui du Soleil. L'étoile est 1,65 fois plus massive que le  Soleil et elle est 324 fois plus lumineuse que le Soleil. Sa température de surface est de 3 962 K.